# U-134 (1941)
U-134 — средняя немецкая подводная лодка типа VIIC времён Второй мировой войны.

## История
Заказ на постройку субмарины был отдан 7 августа 1939 года. Лодка была заложена 6 сентября 1940 года на верфи Бремен-Вулкан под строительным номером 13, спущена на воду 17 мая 1941 года. Лодка вошла в строй 26 июля 1941 года под командованием капитан-лейтенанта Рудольфа Шенделя.

### Командиры
- 26 июля 1941 года — 2 февраля 1943 года Рудольф Шендель
- 3 февраля 1943 года — 24 августа 1943 года капитан-лейтенант Ганс-Гюнтер Бросин

### Флотилии
- 26 июля — 31 октября 1941 года — 5-я флотилия (учебная)
- 1 ноября 1941 года — 24 августа 1943 года — 3-я флотилия

### История службы
Лодка совершила 7 боевых походов. Потопила 3 судна суммарным водоизмещением 12 147 брт.
Долгое время считалось, что U-134 была потоплена 24 августа 1943 года в Северной атлантике близ Виго, Испания, в районе с примерными координатами 42°07′ с. ш. 09°30′ з. д. шестью глубинными бомбами с британского самолёта типа «Веллингтон». По последним данным 27 августа 1943 года U-134 была потоплена британским фрегатом «Ротер» (HMS Rother) в Бискайском заливе. 48 погибших (весь экипаж).

### Волчьи стаи
U-134 входила в состав следующих «волчьих стай»:
- Endrass 12 июня 1942 года — 21 июня 1942
- Streitaxt 24 октября 1942 года — 1 ноября 1942
- Sturmer 14 марта 1943 года — 20 марта 1943
- Seeteufel 22 марта 1943 года — 30 марта 1943
- Meise 20 апреля 1943 года — 27 апреля 1943

### Атаки на лодку
- 8 июля 1943 года лодка была атакована к востоку от Бермудских островов глубинными бомбами с американского самолёта PBM-3 Mariner из состава эскадрильи VP-201 и повреждена.
- 18 июля 1943 года лодку атаковал американский дирижабль K-74, который в результате этой атаки стал единственным дирижаблем, сбитым во Второй мировой войне.
- 19 июля 1943 года во время всеобщей охоты за U-134, американский самолёт «Вентура» обнаружил лодку и атаковал её тремя глубинными бомбами, взрывы которых серьёзно повредили носовую группу аккумуляторов.
- 21 августа 1943 года лодка была атакована самолётами типов «Уайлдкет» и «Эвенджер» из авиагруппы эскортного авианосца USS Croatan (CVE-25), защищавшего конвой UGS-14. Лодка смогла уйти от преследования.

### Инциденты
15 января 1943 года один из членов экипажа покончил жизнь самоубийством.